# Виллем II
Виллем II, (нидерл. Willem II, нем. Wilhelm II., фр. Guillaume II) полное имя Виллем Фредерик Георг Лодевейк (нидерл. Willem Frederik George Lodewijk; 6 декабря 1792[…], Гаага — 17 марта 1849[…], Тилбург, Северный Брабант) — король Нидерландов и великий герцог Люксембургский с 7 октября 1840 года, герцог Лимбургский. Старший сын и преемник короля Виллема I.

## Образование, наполеоновские войны
Воспитывался в Берлинской военной академии, завершил образование в Оксфордском университете и в 1811 году вступил подполковником в испанскую службу. В качестве нидерландского наследного принца он командовал в 1815 году, во время Ста дней, нидерландскими войсками. Виллем показал своё мужество и военные способности, особенно в битве при Катр-Бра и в битве при Ватерлоо, в которой был ранен в левое плечо пулей.. Награждён 3 июля 1815 года орденом св. Георгия 2-го кл. № 75 «За участие в сражении при Ватерло».
22 июня 1814 года был награждён орденом Св. Андрея Первозванного.
В Петербурге в 1816 году он сочетался браком с сестрой императора Александра I, великой княжной Анной Павловной (1795—1865). К приезду принца юный Пушкин написал на заказ стихи «Принцу Оранскому».

## Участие в бельгийских событиях
Когда в 1830 году вспыхнула революция в Бельгии, принц Оранский немедленно отправился в Антверпен и оттуда 1 сентября в Брюссель, где своим появлением произвел благоприятное впечатление. Несмотря на это, принц оказался в таком затруднительном положении, что превысил свои полномочия и 16 октября признал свободу Бельгии. Король отменил полномочия принца, который удалился в Англию. В следующем году он снова принял командование над нидерландскими войсками и вел войну с успехом, пока не был вынужден отступить перед вооруженным вмешательством Франции.
31 августа 1831 года получил звание фельдмаршала Нидерландов и должность главнокомандующего нидерландскими сухопутными войсками.

## Царствование
Приняв трон после отречения отца в 1840 году, Виллем старался улучшить затруднительное финансовое положение страны, но опасался начать политические реформы, необходимость которых становилось все заметнее. Европейское революционное движение 1848 года сломило его сопротивление. Он согласился на полное преобразование конституции, финансовой и налоговой систем, но не дожил до окончания этих реформ и скончался 17 марта 1849 года. Его преемником стал сын Виллем III.
Виллем II умер в своём любимом городе Тилбурге, где подолгу пребывал со своим двором; его имя носит городской футбольный клуб «Виллем II».

## Галерея

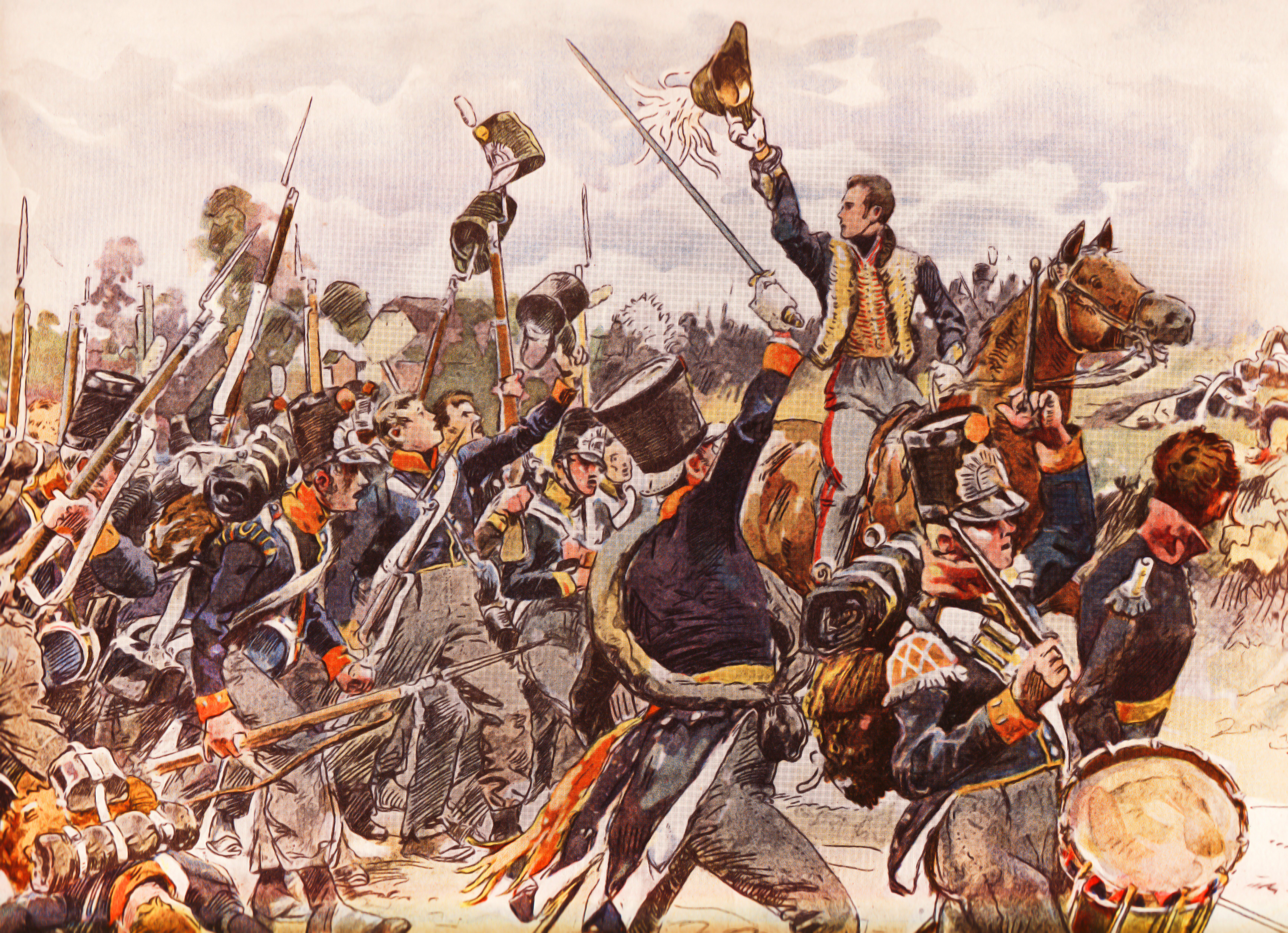
Виллем, принц Оранский при Катр-бра.
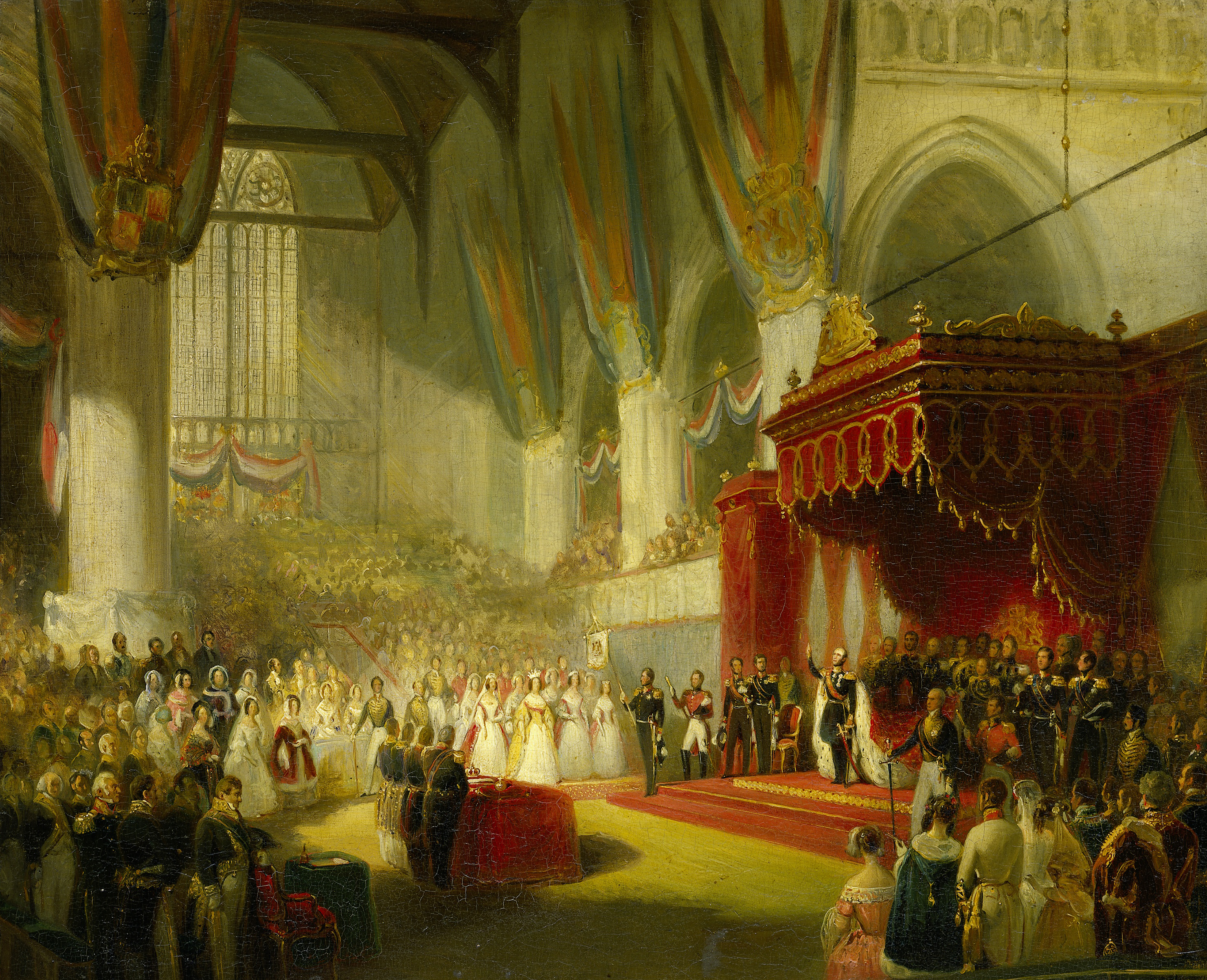
Вступление Виллема II на престол, 28 ноября 1840.